# 西多里夫
49°0′46″N 26°10′1″E / 49.01278°N 26.16694°E

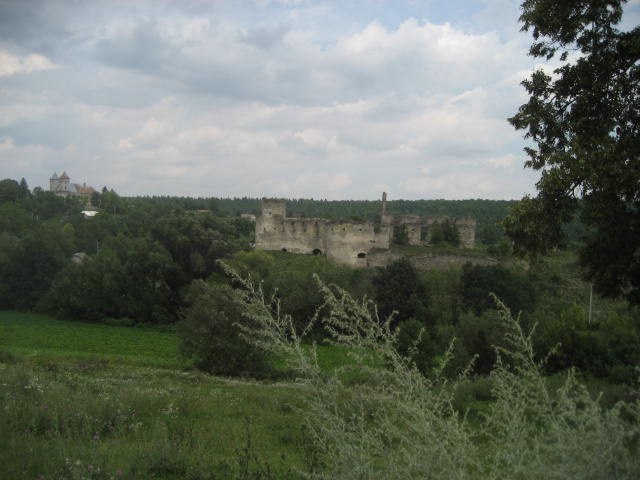

西多里夫（烏克蘭語：Сидорів），是烏克蘭的村落，位於該國西部捷爾諾波爾州，由喬爾特基夫區負責管轄，距離蘇霍季爾2公里，始建於1380年，面積5.07平方公里，2001年人口1,125。